# Manuel Ávila de Sousa Bettencourt
Manuel Ávila de Sousa Bettencourt (Rosais, Velas, ilha de São Jorge, 15 de Fevereiro de 1777 - ?) foi produtor Agrícola em terras próprias e militar do exército português na especialidade de infantaria.

## Biografia
Prestou serviço no exército português, no Regimento de Guarnição nº 1, aquartelado na Fortaleza de São João Baptista, no Monte Brasil, junto à cidade de Angra do Heroísmo.
Foi um médio detentor de terras na localidade do Norte Grande e nas fajãs da costa Norte da ilha de São Jorge, nomeadamente na fajã de Vasco Martins, Fajã da Ponta Furada, e Fajã de Manuel Teixeira, onde produzia vinho de várias castas, particularmente da casta conhecida regionalmente, como “Vinho de cheiro”, que era vendido principalmente na vila das Velas. 
Nessas mesmas fajãs, em sítios específicos do ponto de vista de adaptação Ambiental, autênticos biótopos únicos das fajãs,  a que era chamado “fontes de inhames” produzia inhames de grande qualidade que eram vendidos em diferentes locais da ilha com predominância para a vila das Velas.
O inhame ao longo dos séculos sempre foi tido como uma planta de grande valor económico, e embora estando dedicada principalmente à alimentação popular chegou a estar ligado ao acontecimento que ficou conhecido como Revolta dos inhames.

## Relações Familiares
Foi filho de José de Sousa Bettencourt e D. Ana Rosa da Silveira.  Casou-se na Igreja de Santo António a 9 de Setembro de 1799 com D. Ana Eusébia (Norte Grande, Velas, ilha de São Jorge, 5 de Agosto de 1782 - Norte Grande, Velas, ilha de São Jorge 17 de Julho de 1851), Foi filha de António José de Lemos de Sousa e de D. Maria de Santo António de Sequeira de quem teve treze filhos:
1. Manuel Bettencourt da Silveira (Norte Grande, Velas, ilha de São Jorge, 5 de Fevereiro de 1818 - Toledo, Santo Amaro, ilha de São Jorge, 10 de Setembro de 1873), casou com D. Mariana Joséfa de Bettencourt a 17 de Setembro de 1840 no Toledo, Santo Amaro, ilha de São Jorge.
2. Maria (I) (2 de Março de 1804 -?).
3. Maria (II) (1 de Fevereiro de 1805 - ?).
4. Barbara (25 de Dezembro de 1807 -?)
5. José (14 de Julho de 1808 -?).
6. Genoveva (8 de Janeiro de 1810 -?).
7. Florinda (29 de Maio de 1812 -?).
8. Manuel (I) (20 de Fevereiro de 1814 -?).
9. António (16 de Março de 1816 -?).
10. Joaquina (11 de Abril de 1820 -?).
11. Ana Florinda (4 de Dezembro de 1821 - 18 de Janeiro de 1905), casou com João Faustino de Almeida.
12. Isabel (9 de Agosto de 1825 -?).
13. João (25 de Maio de 1827 -?).